# 黑河镇 (九寨沟县)
黑河镇，原为黑河乡，是中华人民共和国四川省阿坝藏族羌族自治州九寨沟县下辖的一个乡镇级行政单位。2019年12月，撤销黑河乡、陵江乡，设立黑河镇，以原黑河乡和原陵江乡所属行政区域为黑河镇的行政区域。

## 行政区划
黑河镇下辖以下地区：
头道城村、二道城村、自玉村、碧历村、达舍村、绕蜡村和东沟村。